# Ћиљен шан
Ђиљен шан (кин: 祁连山; пинјин: Qílián Shān) непроходан је планински ланац дугачак око 700 км на граници провинција Ћингхај и Гансу у централној Кини. Највиши врх је Ђиљен шан са надморском висином од 5.547 м, док већина врхова прелази 4.000 м. Врхови планина су под сталним снегом. Глечери покривају површину од 1.970 км² и на њима је акумулирано око 95 км³ леда. Овај огромни резервоар леда је најважнији извор пијаће и техничке воде за пољопривредну, индустријску и јавну употребу на подручју Хеси цоуланг (историјска рута у провинцији Гансу, део Северног пута свиле) на северу. 